# Frigångshöjd

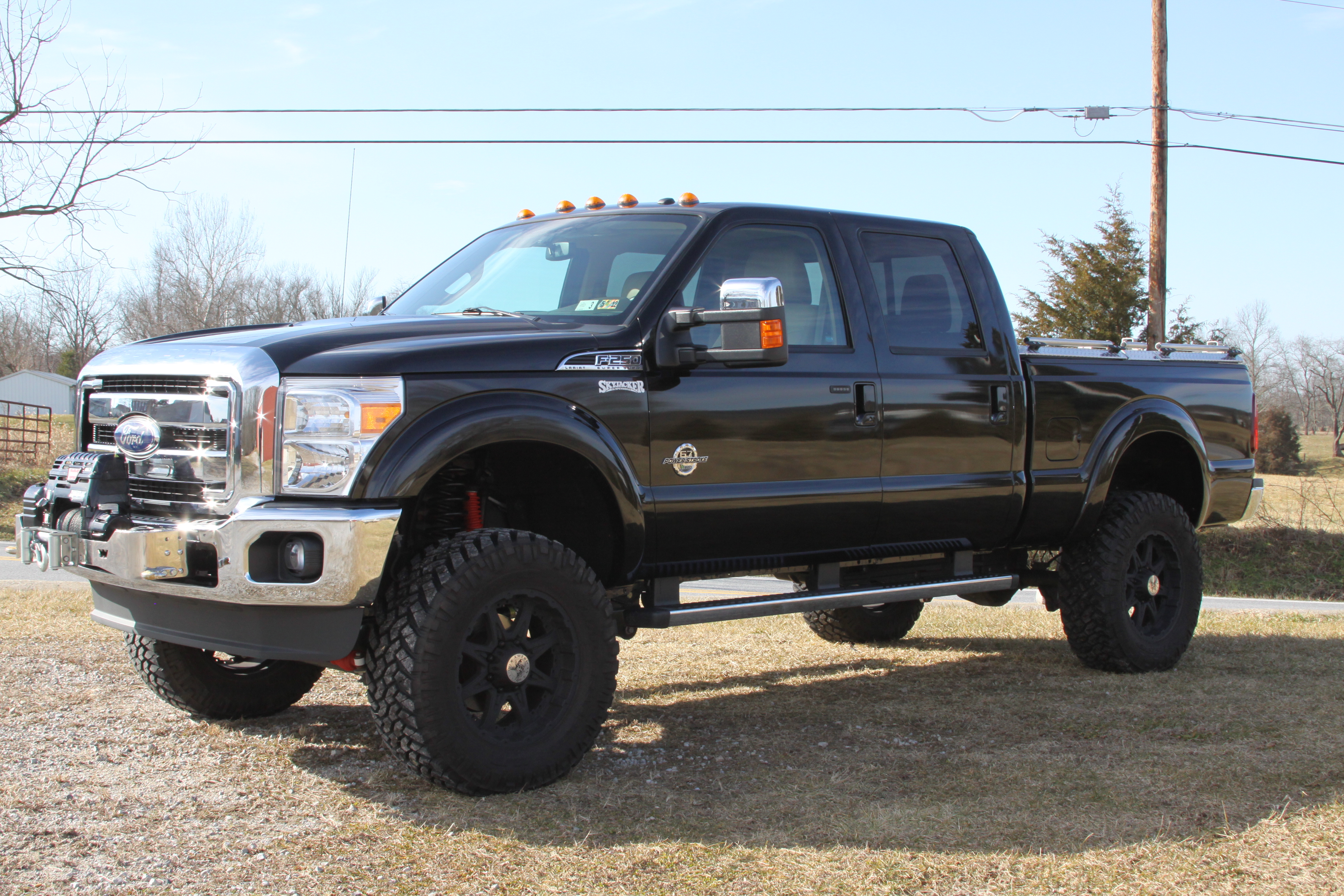
Ford F-250 som byggts om till högre markfrigång

Frigångshöjd eller markfrigång, ett mått som anger hur höga hinder ett fordon kan grensla utan att fastna eller skadas i underredet. Markfrigång mäts med standardfordonsutrustning och ges för bilar vanligtvis utan last eller passagerare.

## Funktion

Markfrigången påverkar en bils brytningsvinkel. (β° = Brottvinkel; C = Undersidan av chassit; W = Hjul; G = Mark; M = Mittpunkten på hjulbasen)

Markfrigång är en kritisk faktor i flera viktiga egenskaper hos ett fordon. För alla fordon, särskilt bilar, representerar variationer i frigång en avvägning mellan köregenskaper, åkkomfort och praktiska egenskaper.
En högre åkhöjd och markfrigång gör att hjulen har mer vertikalt utrymme att färdas och absorberar vägstötar. Dessutom är bilen mer kapabel att köras på vägar som inte är plana, utan att skrapa mot ythinder och eventuellt skada chassi och underrede.
För en högre frigångshöjd är bilens masscentrum högre, vilket ger mindre exakta och sämre köregenskaper (framför allt är risken för vältning högre). Högre frigångshöjd påverkar vanligtvis fordonets aerodynamiska egenskaper negativt. Sportbilar har vanligtvis mycket låg markfrigång, medan terrängfordon och stadsjeepar har högre.

## Exempel på frigångshöjd
En vägsbil har vanligtvis en frigångshöjd på cirka 16–17 cm, medan en SUV vanligtvis ligger på cirka 19–22 cm. Två välkända ytterligheter är Ferrari F40 med 12,5 cm  och Hummer H1 med 40,6 cm.
Tabellen nedan visar genomsnittlig frigångshöjd för olika biltyper som fanns tillgängliga på marknaden 2020:
| Medelfrigångshöjd | Fordonstyp  |
| ----------------- | ----------- |
| 135-140 mm        | Sportbil    |
| 165 mm            | Sedan       |
| 168 mm            | Hatchback   |
| 170 mm            | Compact car |
| 190-200 mm        | Kompakt SUV |
| 225 mm            | SUV         |

## Specialiserade användningsområden

### Underhängd ram
Vissa bilar har underliggande ramar för att uppnå en lägre frigångshöjd och den därav följande förbättringen av tyngdpunkten. 1905-14 års bilar från American Motor Car Company är ett exempel.

### Självnivellering
Självnivellerande fjädringssystem är utformade för att hålla en konstant körhöjd oavsett belastning. Fjädringen känner av lasten via mekaniska eller elektroniska medel och höjer eller sänker fordonet, genom att blåsa upp cylindrar i fjädringen för att lyfta chassit högre. Fordon som inte är utrustade med självnivellering faller ner i ena änden när de är lastade vilket påverkar åkkomfort, köregenskaper och aerodynamiska egenskaper negativt.

### Höjdjusterbarhet
Vissa moderna bilar (som Audi A6 Allroad Quattro och Tesla Model S) har höjdjusterbar fjädring, som kan variera körhöjden genom att justera den hydropneumatiska fjädringen eller luftfjädringen. Denna justering kan vara automatisk, beroende på väglag och/eller de inställningar som valts av föraren.

### Justerbara stötdämpare
Andra, enklare fjädringssystem, som spiralfjädrar, erbjuder ett sätt att manuellt justera körhöjden (och ofta fjäderstyvheten) genom att komprimera fjädern på plats, med hjälp av en gängad axel och justerbar knopp eller mutter.

### Eftermarknad

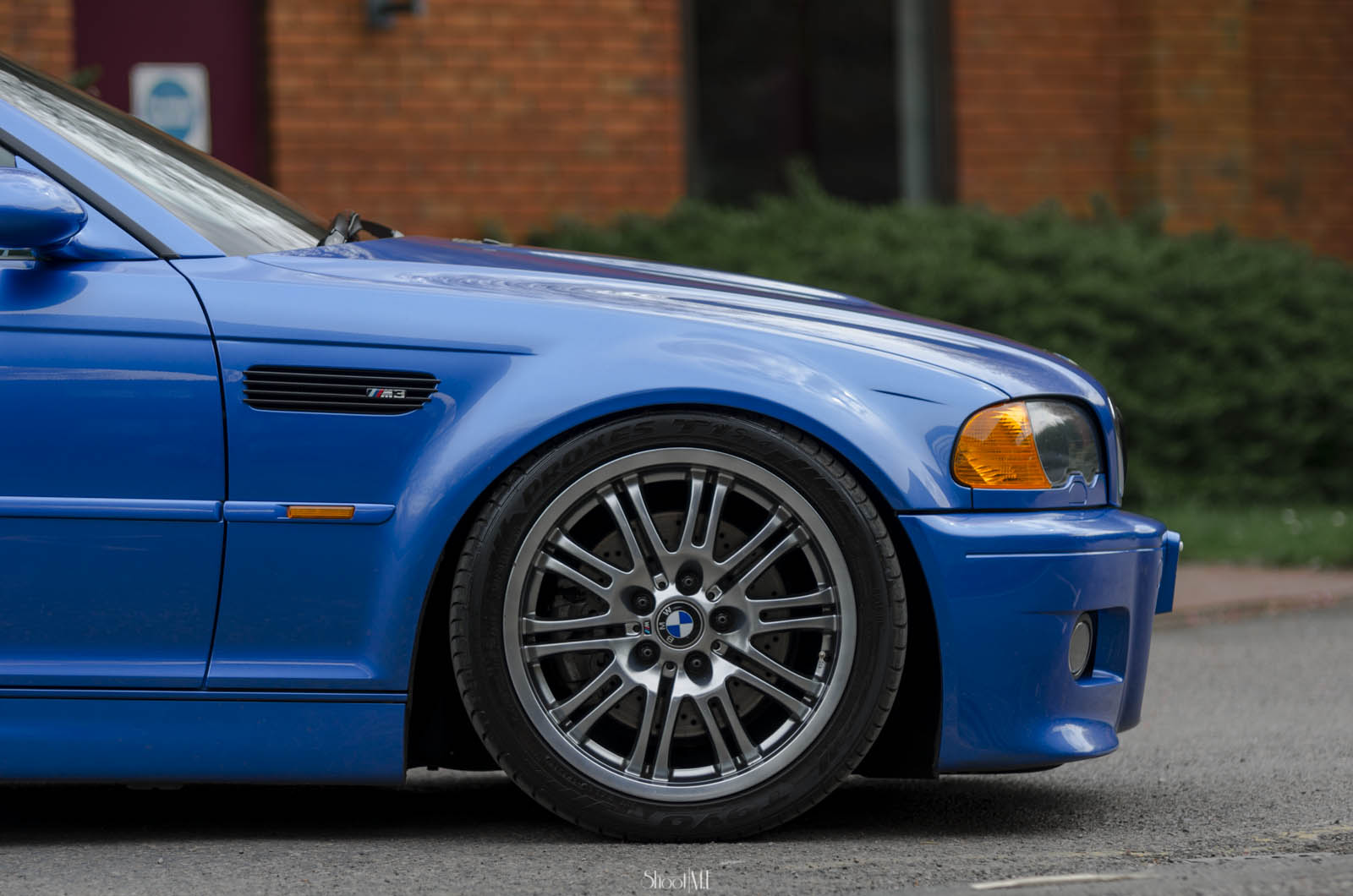
BMW E46 "stylad" med eftermarknadsupphängningssats

Att sänka en bils fjädring är en vanlig och relativt billig modifiering på eftermarknaden. Många bilentusiaster föredrar det mer aggressiva utseendet av en sänkt kaross och det finns en lättförståelig förbättring av bilkörningen från den lägre tyngdpunkten. De flesta personbilar tillverkas så att en eller två tums sänkning inte nämnvärt ökar risken för skador. På de flesta bilar ändras åkhöjden genom att ändra längden på fjädrarna, och är kärnan i många eftermarknadsupphängningssatser som tillhandahålls av tillverkare som KW, Eibach, och H&R. Vad gäller lastbilar är höjda sådana populära bland lastbilsägare, som ofta ökar dimensionen på hjul och däck för att höja sina fordon.

### Militär
För pansarstridsfordon (AFV) utgör markfrigången ytterligare en faktor i ett fordons totala prestanda då en lägre markfrigång innebär att fordonet minus chassit är lägre mot marken och därmed svårare att upptäcka och svårare att träffa. Den slutliga konstruktionen av en AFV återspeglar en kompromiss mellan att vara ett mindre mål å ena sidan och att ha större rörlighet på slagfältet å den andra. Väldigt få AFV:er har topphastigheter vid vilka billiknande hantering blir ett problem, även om vältningar förekommer. Däremot är det mycket mer sannolikt att en AFV behöver hög markfrigång än ett vägfordon.

### Trailers

Varningsskylt för en korsning med låg markfrigång

18-hjuliga trailers måste ta hänsyn till markfrigången för både dragbil och särskilt släpvagn på vissa områden med ojämn terräng, som upphöjda järnvägskorsningar. Deras extremt långa hjulbas gör att sådan terräng potentiellt kan fånga släpvagnens underrede i det breda utrymmet mellan axlarna, vilket potentiellt kan lämna trailern fast utan möjlighet att ta sig loss.

### Bussar
I vissa områden måste bussar ha en markfrigång på minst 100 mm. För hög körhöjd kan göra att fordonet har en alltför hög tyngdpunkt, vilket kan göra att fordonet blir instabilt eller till och med välter.